# Schweizerische Nordostbahn
De Schweizerische Nordostbahn (afgekort: NOB) was een Zwitserse spoorwegmaatschappij.

## Geschiedenis
De Schweizerische Nordostbahn (NOB) ontstond op 30 juni 1853 door een fusie tussen de Schweizerische Nordbahn (SNB) en de Bodensee - und Rheinfallbahnen onder leiding van hoofdingenieur Alfred Escher uit Zürich.
Het dorp Romanshorn werd het belangrijkste knooppunt van de NOB in noordoost Zwitserland. In 1855 nam de NOB de scheepvaart op de Bodensee over en in 1869 werd een spoorwegveer op het traject tussen Romanshorn en Friedrichshafen (Duitsland) in gebruik genomen.
In 1858 werd door de NOB het traject van Baden over Brugg naar Aarau met de Schweizerischen Centralbahn (SCB) samengewerkt.
Aansluitend werd door de NOB tussen 1870 - 1875 samengewerkt met de SCB de om de verbinding tussen Zürich en Bazel te realiseren. In 1882 werd het traject tussen Brugg en Immensee door de Aargauische Südbahn met aansluiting aan de Gotthardbahn geopend.
Op 1 januari 1902 werd de NOB met zijn trajecten van totaal 853 kilometer en de Schweizer Bodenseeflotte overgenomen door de Schweizerische Bundesbahnen (SBB).

### Voorgangers
- Schweizerische Nordbahn (SNB): (9 augustus 1847 - 30 juni 1853)
- Bodensee - und Rheinfallbahnen
- Bülach - Regensberg - Bahn (BR): (1 mei 1865 - 31 december 1876)
- Bischofszellerbahn (SG): (1 februari 1876 - 31 juli 1885)
- Effretikon - Wetzikon - Hinwil - Bahn (EH): (17 augustus 1876 - 31 december 1885)
- Zürich - Zug - Luzern - Bahn (ZZL): (1 juni 1864 - 31 december 1891)

## Trajecten
- Rechter Zürichseelinie, spoorlijn tussen Zürich HB en Rapperswil aan de noordelijke oever van het meer van Zürich gelegen.
- Linker Zürichseelinie, spoorlijn tussen Zürich HB – Pfäffikon SZ en Ziegelbrücke en Näfels aan de zuidelijke oever van het meer van Zürich gelegen.
- Winterthur - Schaffhausen, spoorlijn tussen Winterthur en Schaffhausen
- Winterthur - Koblenz, spoorlijn tussen Winterthur en Koblenz
- Schaffhausen - Rorschach, spoorlijn tussen Schaffhausen en Rorschach

## Bestuurders
- 1853-1866: Johann Karl Kappeler, jurist, politicus en bestuurder[1]

## Afbeeldingen

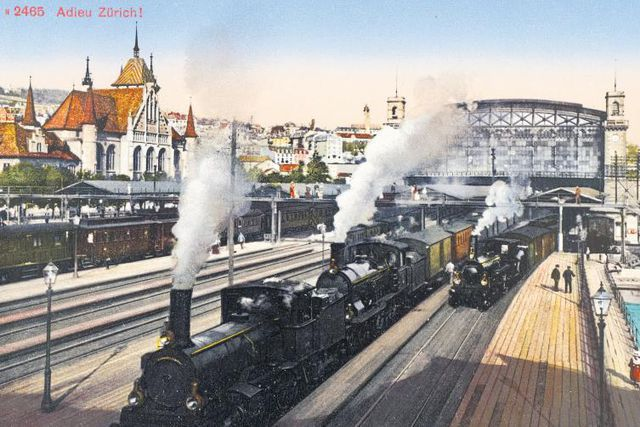
Zürich Hauptbahnhof, circa 1900
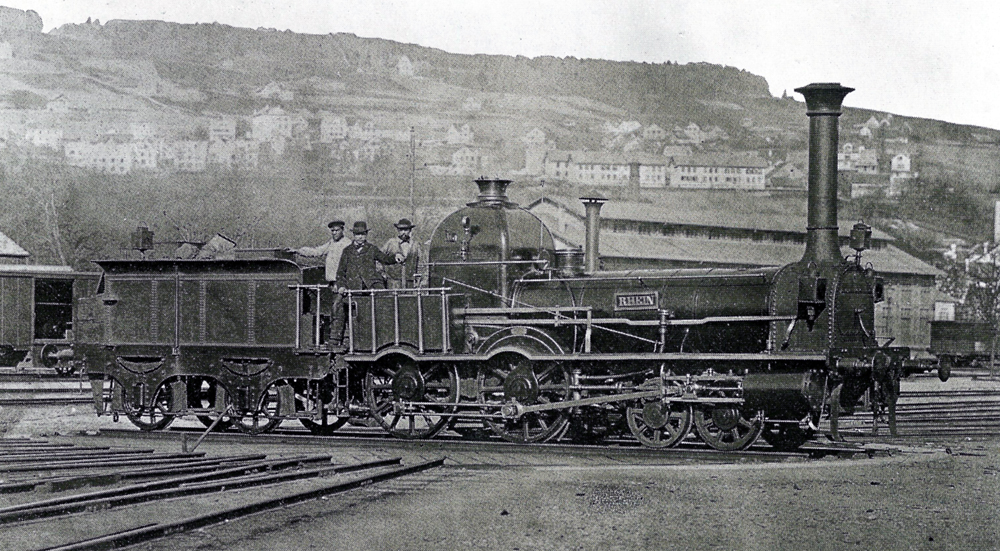
Locomotief Rhein in Zürich Hauptbahnhof, circa 1867
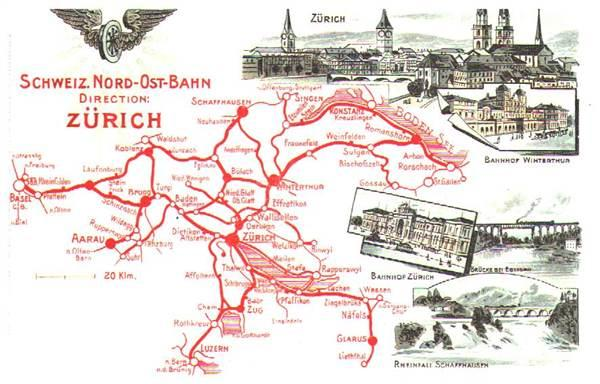
Lijnennet, vóór de nationalisatie in 1902